# 李恒礼
李恒礼（Richard Henry Lovelock Lee）（1879年-1948年），英国人，清末与民国时期在中国活动。

## 生平
1879年4月10日生于伦敦北郊的高门地区。中学就读于伦敦市学校。
1898年起，就读于剑桥大学彼得学院，主修自然科学，1901年获文学士（B.A.）学位。
毕业后先是前往泰国（Siam），后来中国。担任山西大学堂西斋教授，讲授工程学（Professor of Mining and Mechanical Engineering）。同时在英国福公司（Pekin Syndicate）兼职。
1906年左右，离开山西大学堂，但是仍在福公司工作。
1908年，获得剑桥大学文学硕士（M.A.）学位。
1911年，受福公司派遣，前往河南焦作，担任焦作路矿学堂教师。
1921年，加入土木工程师学会（The Institution of Civil Engineers）。此后居住在伦敦布朗德斯伯里（Brondesbury）地区。
1948年9月3日逝世。